# Al-Hilal Sports Cultural & Social Club
O Al-Hilal Sports Cultural & Social Club é um clube de futebol com sede em Benghazi, Líbia. A equipe compete no Campeonato Líbio de Futebol.

## História
O clube foi fundado em 1952. 